# 和歌山県の市町村旗一覧
和歌山県の市町村旗一覧（わかやまけんのしちょうそんきいちらん）は、和歌山県内の市町村に制定されている、あるいは制定されていた市町村旗の一覧である。なお、一覧の順序は全国地方公共団体コード順による。廃止された市町村旗は廃止日から順に掲載している。

## 市部
| 市       | 市旗 | 制定有無 | 制定日        | 旗の色                                         | 備考                                                          |
| -------- | ---- | -------- | ------------- | ---------------------------------------------- | ------------------------------------------------------------- |
| 和歌山市 |      | あり     | 1909年1月     | 地色は白色であり、紋章は紺色が指定されている   |                                                               |
| 新宮市   |      | なし     | なし          | 地色は白色であり、紋章は赤色が指定されている   |                                                               |
| 海南市   |      | なし     | なし          | 地色は白色であり、紋章は指定色が指定されている | 2代目の市旗である                                             |
| 田辺市   |      | なし     | なし          | 地色は濃青色であり、紋章は白色が指定されている |                                                               |
| 御坊市   |      | なし     | なし          | 地色は紺色であり、紋章は白色が指定されている   |                                                               |
| 橋本市   |      | あり     | 2006年9月26日 | 地色は白色であり、紋章は青色が指定されている   | 旧・橋本市制時の1971年7月に制定され、新市制施行後に継承される |
| 有田市   |      | なし     | なし          | 地色は緑色であり、紋章は橙色が指定されている   |                                                               |
| 紀の川市 |      | あり     | 2005年11月7日 | 地色は白色であり、紋章は指定色が指定されている |                                                               |
| 岩出市   |      | なし     | なし          | 地色は緑色であり、紋章は白色が指定されている   |                                                               |

## 町村部
| 郡       | 町村       | 市町村旗 | 制定有無 | 制定日        | 旗の色                                               | 備考              |
| -------- | ---------- | -------- | -------- | ------------- | ---------------------------------------------------- | ----------------- |
| 海草郡   | 紀美野町   |          | なし     | なし          | 地色は白色であり、紋章は指定色が指定されている       |                   |
| 伊都郡   | かつらぎ町 |          | なし     | なし          | 地色は紺色であり、紋章は白色が指定されている         |                   |
| 伊都郡   | 九度山町   |          | なし     | なし          | 地色は紺色であり、紋章は白色が指定されている         |                   |
| 伊都郡   | 高野町     |          | なし     | なし          | 地色は白色であり、紋章は紺色が指定されている         |                   |
| 有田郡   | 湯浅町     |          | なし     | なし          | 地色は白色であり、紋章は緑色が指定されている         |                   |
| 有田郡   | 広川町     |          | なし     | なし          | 地色は青色であり、紋章は白色が指定されている         |                   |
| 有田郡   | 有田川町   |          | なし     | なし          | 地色は黄緑色であり、紋章は白色が指定されている       |                   |
| 日高郡   | 美浜町     |          | なし     | なし          | 地色は黄緑色であり、紋章は白色が指定されている       |                   |
| 日高郡   | 日高町     |          | なし     | なし          | 地色は紺色であり、紋章は白色が指定されている         |                   |
| 日高郡   | 由良町     |          | なし     | なし          | 地色は水色であり、紋章は白色が指定されている         |                   |
| 日高郡   | みなべ町   |          | なし     | なし          | 地色は白色であり、紋章は指定色が指定されている       |                   |
| 日高郡   | 印南町     |          | なし     | なし          | 地色は臙脂色であり、紋章は白色が指定されている       |                   |
| 日高郡   | 日高川町   |          | なし     | なし          | 地色は白色であり、紋章は指定色が指定されている       |                   |
| 西牟婁郡 | 白浜町     |          | なし     | なし          | 地色は臙脂色であり、紋章は白色が指定されている       |                   |
| 西牟婁郡 | 上富田町   |          | なし     | なし          | 地色は藍錆色であり、紋章は白色が指定されている       |                   |
| 西牟婁郡 | すさみ町   |          | なし     | なし          | 地色は白色であり、紋章は青色が指定されている         |                   |
| 東牟婁郡 | 串本町     |          | あり     | 2006年4月10日 | 地色は白色であり、紋章は指定色が指定されている       | 2代目の町旗である |
| 東牟婁郡 | 那智勝浦町 |          | なし     | なし          | 地色は白色であり、紋章は青色が指定されている         |                   |
| 東牟婁郡 | 太地町     |          | なし     | なし          | 地色は白色であり、紋章は緑色が指定されている         |                   |
| 東牟婁郡 | 古座川町   |          | なし     | なし          | 地色は深緑色であり、紋章は白色と橙色が指定されている |                   |
| 東牟婁郡 | 北山村     |          | なし     | なし          | 地色は紺色であり、紋章は白色が指定されている         |                   |

## 廃止された市町村旗
| 市郡     | 町村     | 市町村旗 | 制定有無 | 制定日         | 廃止日        | 旗の色                                                                    | 備考                               |
| -------- | -------- | -------- | -------- | -------------- | ------------- | ------------------------------------------------------------------------- | ---------------------------------- |
| 海草郡   | 美里町   |          | なし     | なし           | 1991年6月     | -                                                                         | 初代の町旗である                   |
| 日高郡   | 南部町   |          | なし     | なし           | 2004年10月1日 | 地色は海老茶色であり、紋章は白色が指定されている                          |                                    |
| 日高郡   | 南部川村 |          | あり     | 1992年12月18日 | 2004年10月1日 | 地色は臙脂色であり、紋章は白色が指定されている                            |                                    |
| 西牟婁郡 | 串本町   |          | あり     | 1971年3月1日   | 2005年4月1日  | 地色は白色であり、紋章は赤色が指定されている                              | 初代の町旗である                   |
| 東牟婁郡 | 古座町   |          | なし     | なし           | 2005年4月1日  | 地色は小豆色であり、紋章は白色が指定されている                            |                                    |
| 海南市   |          |          | なし     | なし           | 2005年4月1日  | 地色は白色であり、紋章は青色が指定されている                              | 初代の市旗である                   |
| 海草郡   | 下津町   |          | なし     | なし           | 2005年4月1日  | 地色は青色であり、紋章は白色が指定されている                              |                                    |
| 日高郡   | 川辺町   |          | なし     | なし           | 2005年5月1日  | 地色は水色であり、紋章は赤色が指定されている                              |                                    |
| 日高郡   | 中津村   |          | あり     | 1966年11月1日  | 2005年5月1日  | 地色は緑色であり、紋章は黄色が指定されている                              | 「中」の一部に白色が使用されている |
| 日高郡   | 美山村   |          | あり     | 1966年9月      | 2005年5月1日  | 地色は臙脂色であり、紋章は白色が指定されている                            |                                    |
| 西牟婁郡 | 中辺路町 |          | なし     | なし           | 2005年5月1日  | 地色は白色であり、紋章は赤色が指定されている                              |                                    |
| 西牟婁郡 | 大塔村   |          | なし     | なし           | 2005年5月1日  | 地色は紺色であり、紋章は白色が指定されている                              |                                    |
| 東牟婁郡 | 本宮町   |          | なし     | なし           | 2005年5月1日  | 地色は紺色であり、紋章は白色が指定されている                              |                                    |
| 日高郡   | 龍神村   |          | あり     | 1965年7月12日  | 2005年5月1日  | 指定されていない 慣例として地色は深緑色であり、紋章は白色が指定されている |                                    |
| 伊都郡   | 花園村   |          | あり     | 1972年2月5日   | 2005年10月1日 | 地色は黄色であり、紋章は臙脂色が指定されている                            |                                    |
| 東牟婁郡 | 熊野川町 |          | なし     | なし           | 2005年10月1日 | 地色は白色であり、紋章は赤色が指定されている                              |                                    |
| 那賀郡   | 打田町   |          | なし     | なし           | 2005年11月7日 | 地色は紺色であり、紋章は白色が指定されている                              |                                    |
| 那賀郡   | 粉河町   |          | なし     | なし           | 2005年11月7日 | 地色は紺色であり、紋章は黄色が指定されている                              |                                    |
| 那賀郡   | 那賀町   |          | なし     | なし           | 2005年11月7日 | 地色は紺色であり、紋章は黄色と白色が指定されている                        |                                    |
| 那賀郡   | 桃山町   |          | なし     | なし           | 2005年11月7日 | 地色は紺色であり、紋章は白色が指定されている                              |                                    |
| 那賀郡   | 貴志川町 |          | なし     | なし           | 2005年11月7日 | 地色は紫色であり、紋章は白色が指定されている                              |                                    |
| 有田郡   | 吉備町   |          | なし     | なし           | 2006年1月1日  | -                                                                         |                                    |
| 有田郡   | 金屋町   |          | なし     | なし           | 2006年1月1日  | -                                                                         |                                    |
| 有田郡   | 清水町   |          | なし     | なし           | 2006年1月1日  | -                                                                         |                                    |
| 海草郡   | 野上町   |          | なし     | なし           | 2006年1月1日  | 地色は白色であり、紋章は赤色が指定されている                              |                                    |
| 海草郡   | 美里町   |          | なし     | なし           | 2006年1月1日  | 地色は白色であり、紋章は青色・緑色・赤色が指定されている                  |                                    |
| 伊都郡   | 高野口町 |          | なし     | なし           | 2006年3月1日  | 地色は白色であり、紋章は青色が指定されている                              |                                    |
| 西牟婁郡 | 日置川町 |          | なし     | なし           | 2006年3月1日  | 地色は青色であり、紋章は白色が指定されている                              |                                    |

### 書籍
- 中川幸也『シリーズ人間とシンボル第2号「都市の旗と紋章」』中川ケミカル、1987年10月11日。
- NHK情報ネットワーク『NHKふるさとデータブック6 [近畿]』日本放送協会、1992年4月1日。

### 自治体書籍
- 旧・串本町役場『旧・串本町例規集』和歌山県西牟婁郡串本町。
- 中津村役場『中津村例規集』和歌山県日高郡中津村。
- 美山村役場『美山村例規集』和歌山県日高郡美山村。
- 龍神村役場『龍神村例規集』和歌山県日高郡龍神村。
- 花園村役場『花園村例規集』和歌山県伊都郡花園村。